# Gare de Sainte-Eulalie - Carbon-Blanc
Gare de Sainte-Eulalie - Carbon-Blanc vasútállomás Franciaországban, Carbon-Blanc településen.

## Vasútvonalak
Az állomást az alábbi vasútvonalak érintik:
- Chartres–Bordeaux-vasútvonal

## Kapcsolódó állomások
A vasútállomáshoz az alábbi állomások vannak a legközelebb:
- Gare de la Grave-d'Ambarès
- Gare de Cenon